# 조나단 알발라데호
조나단 알발라데호 산타나（Jonathan Albaladejo Santana, 1982년 10월 30일 ~ )은 대한민국의 독립 야구단 전 고양 원더스의 투수이다.

## 대한민국 독립 야구 시절
2014년 대한민국 최초의 독립 야구단 고양 원더스에 영입되어 독립 야구단 선수가 되었다.